# Quandong
Santalum acuminatum là một loài thực vật có hoa trong họ Santalaceae. Loài này được (R. Br.) A. DC. miêu tả khoa học đầu tiên năm 1856.

## Hình ảnh

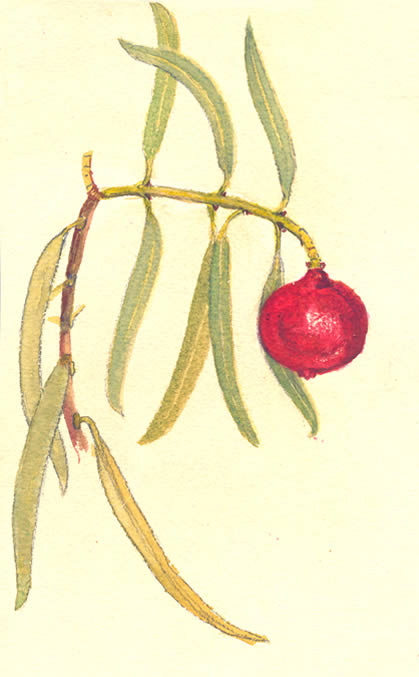
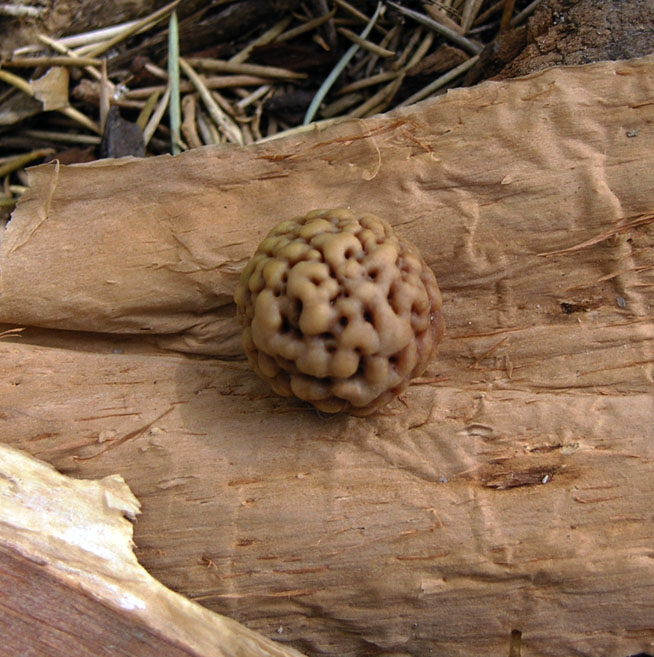
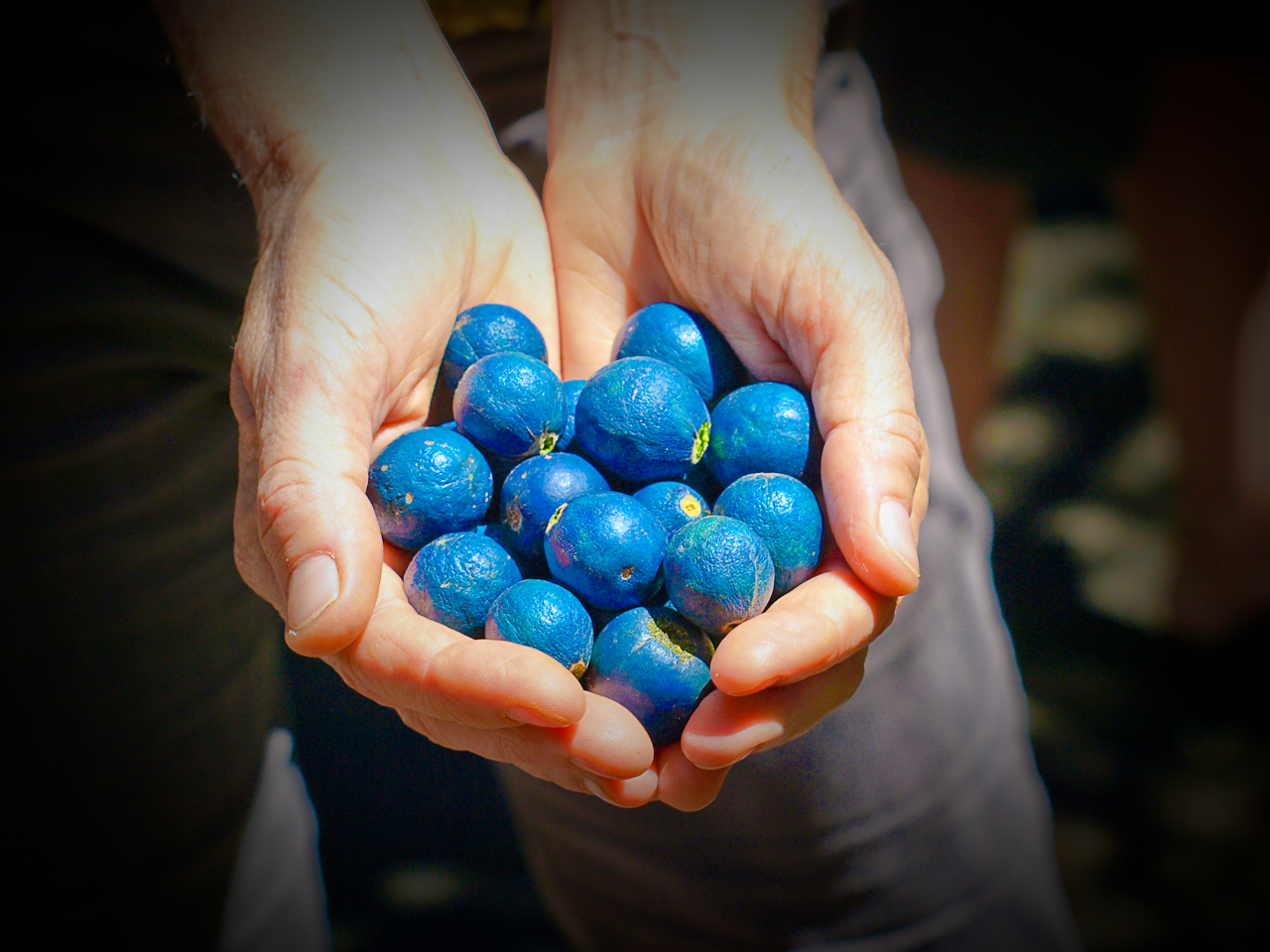
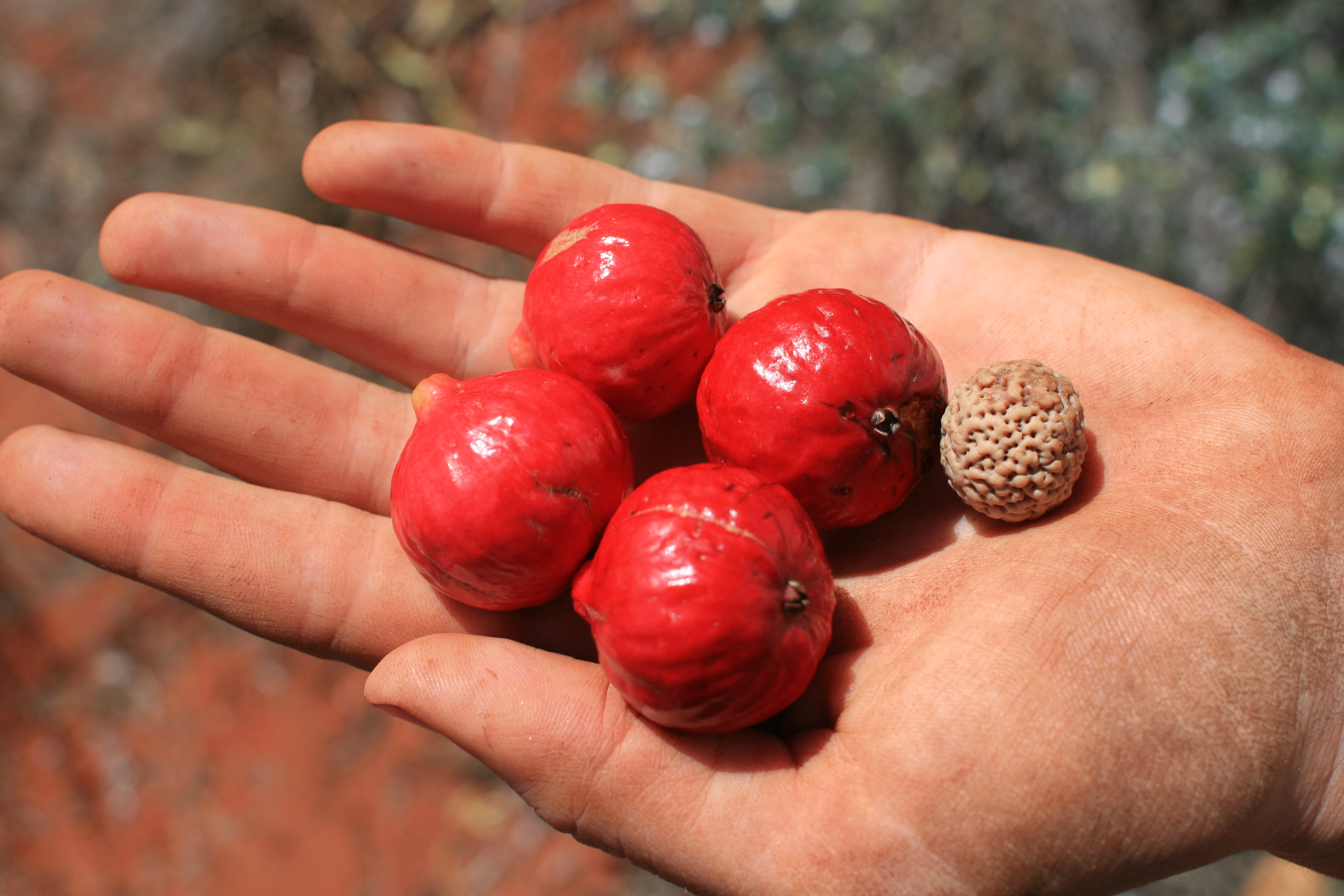
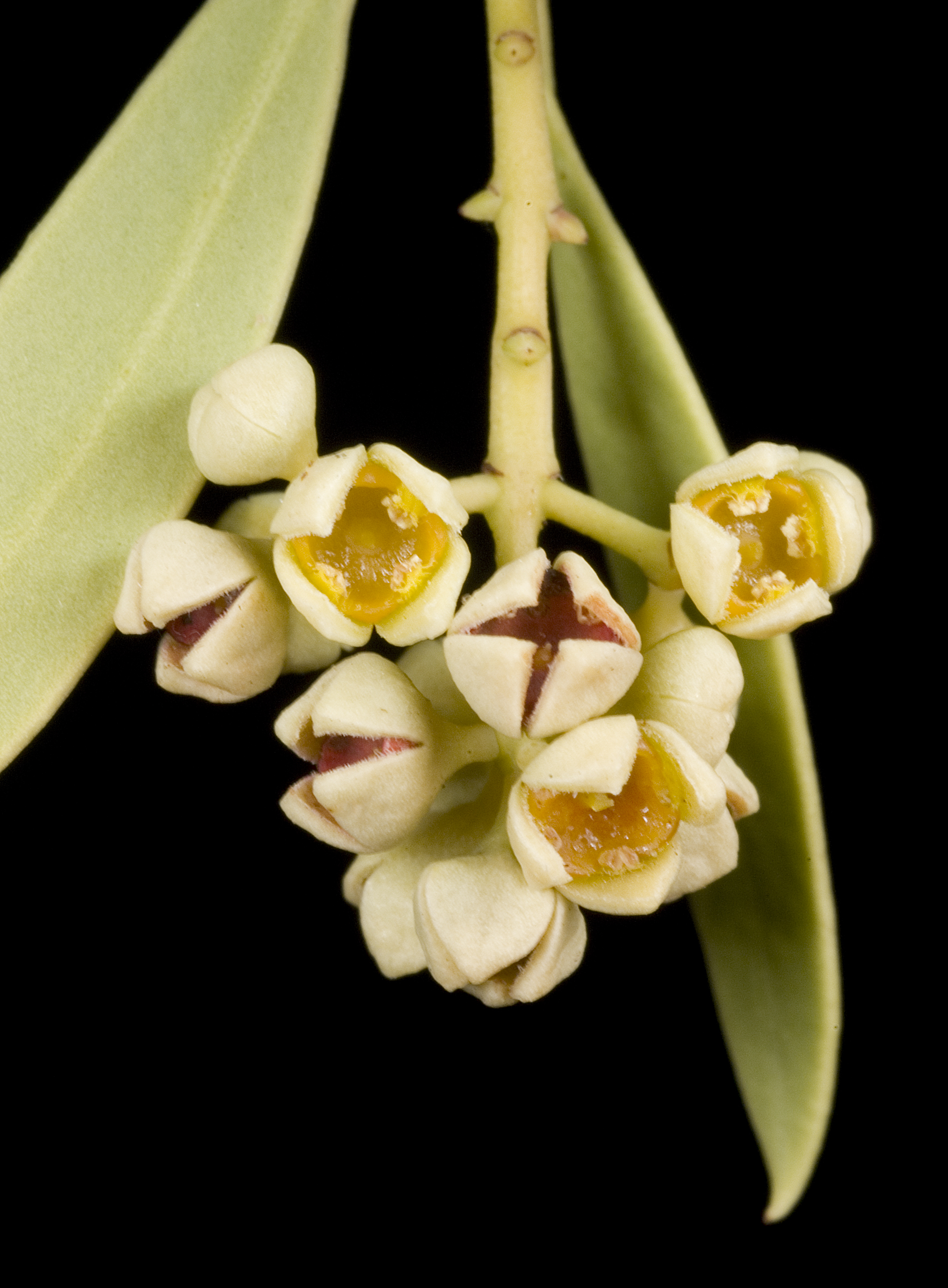